# Reserva biológica del Bicentenario de la República-Pájaro Campana
La Reserva biológica del Bicentenario de la República-Pájaro Campana es una reserva biológica ubicada en el cantón de Coto Brus, de la provincia de Puntarenas, en Costa Rica.
Forma parte del Sistema Nacional de Áreas de Conservación (SINAC) y es administrado como parte de la Área de conservación La Amistad Pacífico.

## Etimología
Denominado así de acuerdo al bicentenario de la independencia de Costa Rica en el año de 2021 y por el pájaro campana que habita en la zona.

## Historia
La reserva fue oficialmente sancionada el Día de los parques nacionales (24 de agosto), y el terreno que lo compone fue segregado de la Zona protectora Las Tablas, la cual era inicialmente de 19 600 hectáreas.  Fue creada por decreto Nº 42615-MINAE, publicado en febrero de 2021.

## Especies protegidas

### Aves
Existe presencia de las siguientes aves:
- pájaros campana
- quetzales

### Mamíferos
Existe presencia de los siguientes mamíferos:
- caucel
- dantas
- jaguar
- ocelote,
- puma
- tigrillo
- yaguarundi